# Рекик, Омар
Омар Рекик (араб. عمر رقيق‎; род. 20 декабря 2001, Хелмонд, Северный Брабант) — нидерландский и тунисский футболист, защитник словенского клуба «Марибор». Выступал за сборную Туниса.

## Клубная карьера
Рекик — воспитанник клубов «Фейеноорд», английского «Манчестер Сити», ПСВ, марсельского «Олимпика» и берлинской «Герты». В 2020 году для получения игровой практики он дебютировал за дублирующий состав последнего. В 2021 году Рекик подписал контракт с лондонским «Арсеналом», где начал выступать за молодёжный состав.
Летом 2022 года перешёл на правах аренды в роттердамскую «Спарту». 30 января 2023 года арендное соглашение было расторгнуто.
31 января 2023 года был арендован клубом «Уиган Атлетик» до конца сезона 2022/23.

## Международная карьера
Омар начал выступать за Нидерланды играя за юношеские сборные. Позже он принял решение выступать за сборную исторической родины. 15 июня 2021 года в товарищеском матче против сборной Мали Рекик дебютировал за сборную Туниса.
В 2022 году Рекик принял участие в Кубке Африки в Камеруне. На турнире он сыграл в матчах против команд Мавритании и Нигерии.

## Личная жизнь
Рекик родился в Нидерландах в семье тунисца и нидерландки. Старший брат Омара, Карим — является профессиональным футболистом.